# Йоганес Штрайх
Йоганес Штрайх (нім. Johannes Streich; нар. 16 квітня 1891, Августенбург — пом. 20 серпня 1977, Гамбург) — німецький воєначальник часів Третього Рейху, генерал-лейтенант (1943) вермахту. Кавалер Лицарського хреста Залізного хреста (1941). Учасник Першої та Другої світових війн.

## Біографія
Йоганес Штрайх народився 16 квітня 1891 року в місті Августенбург, у прусській провінції Шлезвіг-Гольштейн (сучасне данське місто Августенборг у провінції Південна Данія). 1911 році після випуску зі школи поступив на військову службу фанен-юнкером до Прусської армії. Після отримання офіцерського звання проходив службу в 2-му залізничному полку Королівських прусських військових залізниць, з базуванням на Берлін-Шенеберг. Під час Першої світової війни служив на Західному та Східному фронтах. Був відзначений Залізними хрестами обох ступенів. Війну завершив оберлейтенантом, командиром роти.
У післявоєнний час залишився в лавах рейхсверу. Маючи значний інтерес в моторизованій військовій техніці перевівся до сухопутних військ. З 1921 року командир моторизованої роти в Ганновері. Проходив службу на різних посадах, пов'язаних в основному з розвитком бронетанкових військ нацистської Німеччини. 1935 році прийняв командування 15-м танковим полком, на чолі якого брав участь в окупації Судетів у 1938 році.
З початком Другої світової війни в Європі Штрейх командував танковим полком, втім його полк грав обмежену роль у вторгненні до Польщі. Найбільших бойових заслуг оберст Йоганес Штрейх здобув, командуючи 15-м танковим полком у Французькій кампанії. Спочатку бився у Бельгії, потім брав участь в оточенні французьких військ під Ліллем та в битві за Дюнкерк. У подальшому наступав на Руан, завершивши військову кампанію виходом свого полку майже до іспанського кордону й захопленням у полон понад 20 000 французьких і британських військовополонених.
На початку 1941 року очолив 5-ту танкову бригаду 4-ї танкової дивізії. Але незабаром його перепризначили командувати новою 5-ю легкою дивізією, що прямувала для ведення бойових дій до Північної Африки.
5-та легка дивізія завершила процес формування лише 18 лютого 1941 року, після прибуття до Італійської Лівії. Тут дивізію включили до складу Африканського корпусу генерал-лейтенанта Ервіна Роммеля. З 31 березня брав участь у проведенні операції «Зоненблуме». Бився проти британських бронетанкових сил, завдавши нищівних втрат 2-ій бронетанковій дивізії. Однак, через розбіжності в тактиці застосування танкових військ у бою з Роммелем, в особливості після невдалої спроби опанувати обложений Тобрук, Штрейх був відсторонений від командування дивізією і відправлений до Німеччини.
На початок німецько-радянської війни командував зведеною бойовою групою, але 28 червня 1941 року після поранення в бою командира 17-ї танкової дивізії генерал-лейтенанта Ганса-Юргена фон Арніма очолив тимчасово командування дивізією. З жовтня командував 16-ю моторизованою дивізією XXXXVIII моторизованого корпусу генерала танкових військ Вернера Кемпфа, що билася в той час під Києвом, а звідсіля продовжувала наступати на Суми та Харків.
Піддавшись критиці з боку командувача 2-ї танкової групи генерала Гудеріана за нерішучість, повільне просування й відсутність успіху в боях на курському напрямку, генерал Штрейх був відсторонений від посади командира 16-ї моторизованої дивізії й переведений до резерву фюрера.
Протягом семи місяців Йоганес Штрейх перебував без посади, поки начальник Генерального штабу сухопутних військ генерал Франц Гальдер не призначив його інспектором мобільних військ. Посада була лише номінальністю, ніякої ролі фактично в управлінні військами та силами вона не грала. У червні 1943 року його призначили комендантом зони рекрутів у Бреслау, а в жовтні того ж року присвоїли звання генерал-лейтенанта. У лютому брав участь у відсічі радянської облоги Бреслау, командуючи резервістами. Зміг війти з обложеного міста та прорватися з частиною сил на захід, де здався союзникам. Перебував у полоні протягом трьох років до свого звільнення.
20 серпня 1977 року помер у місті Гамбург у віці 86 років.

## Нагороди
- Залізний хрест 2-го і 1-го класу
- Почесний хрест ветерана війни з мечами
- Медаль «За вислугу років у Вермахті» 4-го, 3-го, 2-го і 1-го класу (25 років)
- Медаль «У пам'ять 1 жовтня 1938» із застібкою «Празький град»
- Застібка до Залізного хреста
  - 2-го класу (15 вересня 1939)
  - 1-го класу (30 жовтня 1939)
- Нагрудний знак «За танкову атаку» в сріблі (26 травня 1940)
- Лицарський хрест Залізного хреста (31 січня 1941)
- Срібна медаль «За військову доблесть» (Італія) (червень 1941)
- Медаль «За зимову кампанію на Сході 1941/42»